# Dolichopus barbipes
Dolichopus barbipes är en tvåvingeart som beskrevs av Van Duzee 1921. Dolichopus barbipes ingår i släktet Dolichopus och familjen styltflugor.
Artens utbredningsområde är Colorado. Inga underarter finns listade i Catalogue of Life.